# Schweiziska superligan
Schweiziska superligan är den högsta divisionen i schweiziska fotbollsligan för herrar. Den har spelats i nuvarande format sedan säsongen 2003/2004.

## Namn
| År        | Franska                 | Italienska              | Tyska                   |
| --------- | ----------------------- | ----------------------- | ----------------------- |
| 1897–1929 | Serie A                 | Serie A                 | Serie A                 |
| 1930–1931 | 1e Ligue                | Prima Lega              |                         |
| 1931–1944 | Ligue Nationale         | Lega Nazionale          | Nationalliga            |
| 1933      | Challenge National      | Challenge National      |                         |
| 1944–2003 | Ligue Nationale A       | Lega Nazionale A        | Nationalliga A          |
| 2003–2012 | Axpo Super League       | Axpo Super League       | Axpo Super League       |
| 2012–     | Raiffeisen Super League | Raiffeisen Super League | Raiffeisen Super League |

## Lag 2019/2020
| Lag             | Stad       | Stadium               | Kapacitet |
| --------------- | ---------- | --------------------- | --------- |
| Basel           | Basel      | St. Jakob-Park        | 37,994    |
| Lugano          | Lugano     | Stadio Cornaredo      | 6,390     |
| Luzern          | Luzern     | Swissporarena         | 16,490    |
| Neuchâtel Xamax | Neuchâtel  | Stade de la Maladière | 11,997    |
| Servette        | Genève     | Stade de Genève       | 30,084    |
| Sion            | Sion       | Stade Tourbillon      | 14,283    |
| St. Gallen      | St. Gallen | Kybunpark             | 19,456    |
| Thun            | Thun       | Stockhorn Arena       | 10,014    |
| Young Boys      | Bern       | Stade de Suisse       | 31,789    |
| Zürich          | Zürich     | Letzigrund            | 26,104    |

## Titlar per klubb
| Rank | Klubb                      | Titlar |
| ---- | -------------------------- | ------ |
| 1    | Grasshopper Club           | 27     |
| 2    | Basel                      | 21     |
| 3    | Servette                   | 17     |
| 4    | Young Boys                 | 15     |
| 5    | Zürich                     | 13     |
| 6    | Lausanne-Sport             | 7      |
| 7    | Aarau                      | 3      |
| 7    | La Chaux-de-Fonds          | 3      |
| 7    | Lugano                     | 3      |
| 7    | Neuchâtel Xamax            | 3      |
| 7    | Winterthur                 | 3      |
| 12   | St. Gallen                 | 2      |
| 12   | Sion                       | 2      |
| 14   | Anglo-American Club Zürich | 1      |
| 14   | Biel-Bienne                | 1      |
| 14   | Luzern                     | 1      |
| 14   | Brühl                      | 1      |
| 14   | Etoile-Sporting            | 1      |
| 14   | Bellinzona                 | 1      |

### Fotnoter
1. ↑  Heinrich Schifferle. ”Swiss Football League” (på engelska). European Professional Football Leagues. Arkiverad från originalet den 2 juni 2016. https://web.archive.org/web/20160602115115/http://www.epfl-europeanleagues.com/profile_swiss_football_league.htm. Läst 1 maj 2016.
2. ↑  League, Swiss Football. ”FC Basel 1893- Swiss Football League”. www.sfl.ch. http://www.sfl.ch/fr/superleague/clubs/fc-basel-1893/. Arkiverad 30 december 2018 hämtat från the Wayback Machine.
3. ↑  League, Swiss Football. ”FC Lugano- Swiss Football League”. www.sfl.ch. http://www.sfl.ch/fr/superleague/clubs/fc-lugano/. Arkiverad 30 december 2018 hämtat från the Wayback Machine.
4. ↑  League, Swiss Football. ”FC Luzern- Swiss Football League”. www.sfl.ch. http://www.sfl.ch/fr/superleague/clubs/fc-luzern/. Arkiverad 14 december 2018 hämtat från the Wayback Machine.
5. ↑  ”Arkiverade kopian”. Arkiverad från originalet den 30 mars 2019. https://web.archive.org/web/20190330165550/http://www.sfl.ch/superleague/klubs/neuchatel-xamax-fcs/. Läst 4 januari 2020.
6. ↑  League, Swiss Football. ”FC Sion- Swiss Football League”. www.sfl.ch. http://www.sfl.ch/fr/superleague/clubs/fc-sion/. Arkiverad 14 december 2018 hämtat från the Wayback Machine.
7. 1 2  League, Swiss Football. ”FC St.Gallen 1879- Swiss Football League”. www.sfl.ch. http://www.sfl.ch/fr/superleague/clubs/fc-stgallen-1879/. Arkiverad 10 december 2018 hämtat från the Wayback Machine.
8. ↑  League, Swiss Football. ”BSC Young Boys- Swiss Football League”. www.sfl.ch. http://www.sfl.ch/fr/superleague/clubs/bsc-young-boys/. Arkiverad 24 december 2018 hämtat från the Wayback Machine.
9. ↑  League, Swiss Football. ”FC Zürich- Swiss Football League”. www.sfl.ch. http://www.sfl.ch/fr/superleague/clubs/fc-zuerich/. Arkiverad 11 december 2018 hämtat från the Wayback Machine.